# Hydrochorea marginata
Espèce
Synonymes
- Arthrosamanea marginata (Benth.) Pittier[1]
- Feuilleea dubia Kuntze[1]
- Hydrochorea marginata var. marginata[1]
- Pithecellobium marginatum Benth.[1]
- Pithecellobium panurense Benth.[1]
- Samanea marginata (Benth.) Pittier[1]

Hydrochorea marginata est une espèce de plantes à fleurs de la famille des Fabaceae.

## Liste des variétés
Selon Catalogue of Life (10 avril 2019) :
- variété Hydrochorea marginata var. marginata
- variété Hydrochorea marginata var. panurensis (Benth.)Barneby & J.W.Grimes
- variété Hydrochorea marginata var. scheryi Barneby & J.W.Grimes

Selon The Plant List (10 avril 2019) :
- variété Hydrochorea marginata var. panurensis (Benth.) Barneby & J.W.Grimes
- variété Hydrochorea marginata var. scheryi Barneby & J.W.Grimes

Selon Tropicos (10 avril 2019) (Attention liste brute contenant possiblement des synonymes) :
- variété Hydrochorea marginata var. marginata
- variété Hydrochorea marginata var. panurensis (Spruce ex Benth.) Barneby & J.W. Grimes
- variété Hydrochorea marginata var. scheryi Barneby & J.W. Grimes

## Publication originale
- Memoirs of The New York Botanical Garden 74(1): 29. 1996.